# 莫扎特公园
莫扎特公园（Mozartovy sady）位于捷克卡罗维发利圣安德肋堂附近的斜坡上，毗邻安德肋街（ulicemi Ondřejská）、贝兹鲁科夫街（Bezručov）和巴甫洛夫街（I. P. Pavlova）。从热温泉酒店（Hotel Thermal）延伸到圣安德肋堂。莫扎特公园开辟于1911年，得名于弗朗兹·克萨韦尔·沃尔夫冈·莫扎特，他在1844年埋葬于此。。

## 历史
1784年疫情爆发后，该市在圣玛利亚玛达肋纳堂的墓地之外，另外在安德肋街尽头建立了公墓。1911年，安德肋墓地关闭，改为公园。

## 名人
在公园中部的原墓地，保留了20座18世纪和19世纪名人的墓碑，大致呈半圆形平面。
- 约瑟夫·冯·博尔兹伯爵（1764-1834）
- 弗朗兹·克萨韦尔·沃尔夫冈·莫扎特（1791-1844）——作曲家兼钢琴家，沃尔夫冈·阿马德乌斯·莫扎特之子
- 弗兰兹·贝彻（死于1837年）
- 弗里德里希·吉利（1772-1800）——柏林建筑师（石碑）
- 弗兰兹·弗兰耶克（1800-1859）——卡罗维发利的图书印刷商和出版商（石碑）
- 卡尔·威廉·戈特洛布·威尔斯（死于1808年）–德累斯顿议员（巴洛克式石碑）
- 大卫·贝彻（1725-1792） –卡罗维发利水疗医生（巴洛克式石碑）
- 鲁道夫·曼尔（1812–1863）- 卡罗维发利水疗医生，市议会议员
- 让·德·卡罗（1770-1857）– 卡罗维发利温泉疗养医生、捷克民族的朋友